# ویکرز اف.بی.۱۹
ویکرز اف.بی. ۱۹ (به انگلیسی: Vickers F.B.19) یک هواپیمای ساختِ کارخانهٔ ویکرز در کشور بریتانیا است. نخستین استفاده‌کنندهٔ این هواپیما یکان پروازی پادشاهی بریتانیا بوده‌است. این هواپیما برای نخستین بار در ۱ اوت ۱۹۱۶ میلادی مورد استفاده قرار گرفت.